# 김정남 암살 사건
김정남 암살 사건은 2017년 2월 13일 말레이시아의 쿠알라룸푸르 국제공항에서 베트남 여성 도안 티 흐엉과 인도네시아 여성 시티 아이샤가 김정남에게 VX 독극물을 발라 살해한 사건이다.

## 사건

암살 사건의 피해자 김정남

2017년 2월 13일 9시경 말레이시아의 쿠알라룸푸르 공항에서 마카오로 출국하기 위해 대기하던 김정남에게 여성 한 명이 달려들어 한 크림을 김정남의 뺨에 바르고, 바로 이어서 다른 여성 한 명이 달려들어 뺨에 다른 크림을 발랐다. 이후 이 두가지 크림은 각각 신경독 VX의 전구체로, 둘이 혼합되어 VX를 이루는 이원화 화학무기로 판명되었다. 김정남은 의식을 유지한 채로 고통을 호소하다가 곧 의무실에서 의식을 잃었고, 병원으로 이송되던 중 구급차 내에서 사망하였다. VX를 바른 후 30분 만에 사망하였다.

## 연루
- 시티 아이샤 (인도네시아 국적)
- 도안 티 흐엉 (베트남 국적)
- 리정철: 외화벌이 노동자[2]
- 리지우: 조선민주주의인민공화국 외무성 소속 직원, 리홍 전 베트남 주재 북한 대사의 아들[3]
- 현광성: 주말레이시아 조선민주주의인민공화국 대사관 2등서기관[4]
- 김욱일: 고려항공 승무원
- 리재남: 국가보위성 소속 직원
- 오종길: 국가보위성 소속 직원
- 리지현: 조선민주주의인민공화국 외무성 소속 직원
- 홍송학: 조선민주주의인민공화국 외무성 소속 직원

## 이후
이후 두 습격자는 말레이시아 경찰에 의해 체포되었으며, 최초 습격자는 인도네시아 국적의 20대 여성인 시티 아이샤, 두번째 습격자는 베트남 국적의 20대 여성인 도안 티 흐엉으로 밝혀졌다. 이들은 장난성 '몰래카메라' 영상을 찍기 위해 크림을 발라야 한다는 리정철의 말에 돈을 받고 저지른 것으로, 살인으로 이어질 것으로 생각하지 못하였다고 주장했다. 실제로 시티 아이샤와 도안 티 흐엉 둘 다 연예인 지망생이며 도안 티 흐엉의 경우 사건 이전에 베트남의 오디션 프로그램에 출연했으나 8초 만에 탈락한 적이 있다.
다만 이들이 누구에게 사주 혹은 지시를 받았는지는 명확히 알려지지 않았다. 사주한 혐의를 받은 관련 간첩으로는 北외교관, 고려항공 승무원, 북한의 화학자가 있고 그외 4명이 있었다. 많은 전문가들은 김정은의 명령에 의한 암살이었던 것으로 추정하고 있다. 배후로 의심되는 북한인들은 주말레이시아 조선민주주의인민공화국 대사관에 은신하였다.

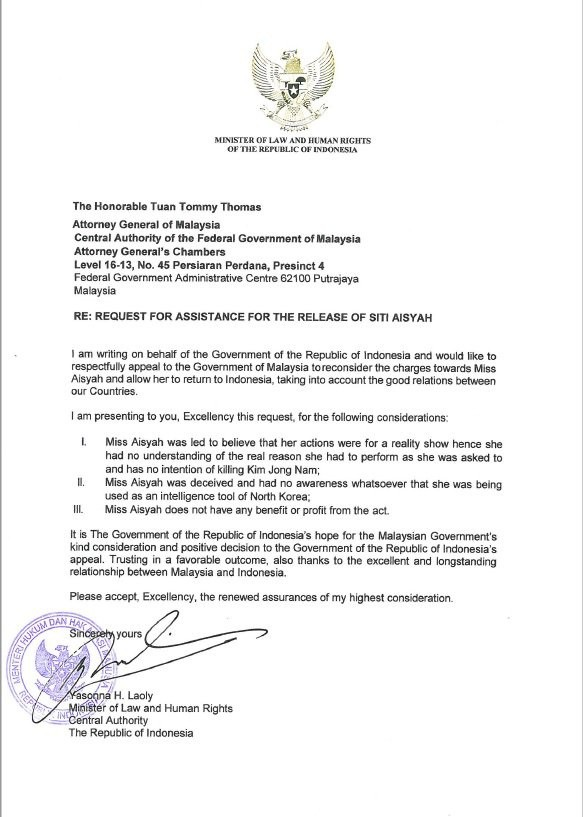
시티 아이샤 석방을 요구하는 인도네시아 법무인권부의 공식서한

2019년 3월 인도네시아 여성 시티 아이샤가 석방되고 인도네시아로 귀국했다. 2019년 5월 베트남 여성 도안 티 흐엉이 석방되고 베트남으로 귀국했다.

## 여파
말레이시아는 이 사건 때문에 전통적인 우방국인 조선민주주의인민공화국과 단교하였으며, 주말레이시아 조선민주주의인민공화국 대사관 또한 폐쇄되었다. 이 과정에서 강철 대사 또한 추방되었다.

## 같이 보기
- 말레이시아-조선민주주의인민공화국 관계